# Galina grisa
La galina grisa ([ɡaˈlinɐ ˈɡriːzɐ]) o galeina grisa ([ɡaˈləinɐ ˈɡriːzɐ]) è il nome che si dà alla questua legata ai riti del calendimaggio in val Tidone, nelle province di Pavia e Piacenza.
Nel paese di Romagnese (PV), l'unico che ha conservato un ciclo pasquale nel territorio delle Quattro Province, si svolge la sera del sabato Santo e non all'arrivo del maggio, influenzato dall'uso di cantar le uova nella settimana Santa sulla collina alessandrina, probabilmente deriva dalla sovrapposizione dei due modelli, quello di cantar le uova e il carlin di maggio, fondendo significati sacri e profani, prende il curioso nome di galina grisa dalla strofa di apertura del canto rituale.
In altri paesi della val Tidone piacentina come Cicogni, Pecorara e Pianello Val Tidone  si svolge il giorno del primo maggio mantenendo il nome e lo schema della questua.

## Le uova
L'uovo ha certamente una valenza simbolica, personaggio principe di queste questue primaverili, simboleggia la rinascita: sia la resurrezione di Cristo, se inserito nei riti pasquali, che la rinascita della natura per i cantamaggio laici.
Nei tempi passati per le famiglie contadine e montanare, che non vivevano certo nell'abbondanza, era un bene facilmente disponibile e rinnovabile, una delle poche cose che si poteva facilmente donare ai questuanti. Oltre che mezzo per una scorpacciata collettiva, trasformato in frittate e accompagnato da vino, salumi e dolci raccolti nella questua, l'uovo, nei piccoli paesi, era facilmente convertibile in denaro, il negozio o il fornaio accettava in pagamento uova al posto delle monete, che nelle mani dei contadini passavano raramente, per cui le uova raccolte, se erano molte venivano portate al negozio per avere in cambio altri generi alimentari.

## Il ciclo pasquale di Romagnese[3]
- Inizia il giovedì santo con una processione che segue un penitente incappucciato (anonimo) che porta una croce di legno, partendo dalla parrocchia si snoda fino all'oratorio di Casa Picchi.
- Il venerdì Santo si accendono falò in vari punti della vallata in concomitanza con la processione che porta il Cristo morto.
- La sera di sabato vi è la questua, che si svolge con le modalità del cantamaggio itinerante, per il canto augurale e la raccolta delle uova.

## La questua
Presto nella sera di sabato i cantori si trovano in paese e si dividono in squadre che battono percorsi diversi dato l'alto numero di frazioni e cascine di Romagnese (una quarantina).
Non hanno un abbigliamento particolare ma sono tutte dotate di un cesto (a cavagna) per raccogliere i doni, tradizionalmente uova o cibo, oggi anche denaro.
Accompagnate da un suonatore di fisarmonica passano di casa in cascina per cantare le strofe bene auguranti della galina grisa, i padroni di casa offrono vino, salumi, focacce e frittelle che vengono gustati dopo l'ascolto del canto.  Gli spostamenti che un tempo erano effettuati solamente a piedi a volte vengono velocizzati con passaggi in auto, data la grande estensione del territorio da coprire.

## La frittata
Dopo la mezzanotte le squadre si ritrovano nella piazza del capoluogo, in una sala vicina sono state preparate le tavolate dove vengono servite le frittate confezionate con il frutto della questua.
Le uova avanzate vengono consumate nel pranzo di Pasqua nella frittata rognosa, antica ricetta preparata con l'aggiunta di salame.
La festa prosegue fino a notte inoltrata con musica e canti.

## I canterini
Non vi è una organizzazione gerarchica del coro che esegue il canto, attacca un canterino autorevole, non sempre lo stesso, e gli altri seguono ripetendo la strofa. La prima strofa è fissa, le altre si susseguono senza un ordine preciso.
Se non trovano ospitalità i canterini hanno pronta una strofa di malaugurio:

Se la padrona non mi da il cocon
crapa la ciosa e tüt i so padron»

## Il canto
E gh'è chì la Santa Pasqua
con l'erba e coi bei fiori (bis),
e con l'erba e coi bei fiori
e la fresca rugiada (bis).

È venuta d'una brinata
e l'erba la si n'è 'ndata (bis).
Ed è venuta d'una rugiada
e l'erba l'è ritornata (bis).

In co de l'orto gh'è fiorì la fava,
dentro dentro in questa casa c'è la gente brava (bis).
E se lei la sarà brava
la mi darà le uova (bis).

E dami delle uova
della vostra gallina (bis).
In co de l'orto gh'è fiorì la rosa,
dentro dentro questa casa c'è la mia morosa (bis).

In co de l'orto gh'è fiorì la vessa,
dentro dentro questa casa c'è la mia belessa (bis).
Met la scala al casinôt,
öv dêi zü a vôt a vôt (bis),
meta la scala a la cascina,
öv dêi zü a la ventina (bis),

La luna, la luna cavalca i monti
questa l'è l'ora di fare i conti...
e una micca e una rubiöla
la farìzam föra (bis)!

E ch'la ma scüza sciura padrona
sa l'um cantà da spresia (bis),
la cantrum mei da vegn indré
suta la sua finestra (bis).»

### Discografia
- 1984 - Musa di pelle, pinfio di legno nero... Baraban—ACB
- 1989 - Canti e musiche popolari dell'Appennino pavese. I canti rituali, i balli, il piffero, a cura di Aurelio Citelli e Giuliano Grasso—ACB
- 2005 - La galena grisa Voci di confine
- 2008 - E l'è arrivà il mese d'aprile Cori spontanei dell'Appennino piacentino—Soprip